# ایفنی
ایفنی (به اسپانیایی: Ifni) یک مستعمره در اسپانیا است.